# Tribunal Superior de Justicia de Berlín
El Tribunal Superior de Justicia de Berlín (en alemán, Kammergericht; abreviado, KG) es la instancia superior de la jurisdicción ordinaria del Estado federado de Berlín (Alemania). Se denomina, en los demás Estados de Alemania, Oberlandesgericht.

## Territorio y Competencias
El Kammergericht es el Tribunal Superior de lo Civil y lo Penal de todo el Estado federado de Berlín. Está por encima del Tribunal de Distrito (Landgericht) y de los once Juzgados de Primera instancia de su territorio (Amtsgericht), y por debajo del Tribunal Federal de Justicia (Bundesgerichtshof). En los casos de lo penal de la jurisdicción del Tribunal Federal —por ejemplo, seguridad nacional—, actúa como Tribunal Federal Inferior de Justicia (unteres Bundesgericht).
El Tribunal está dirigido por un Presidente. Sus 144 jueces tratan asuntos penales —como espionaje y terrorismo—, así como recursos de apelación y de casación. Pueden sentenciar y anular decisiones de otros tribunales inferiores.

## Historia
El Kammergericht es el Tribunal más antiguo de Alemania. Fundado en la segunda mitad del siglo XV por Federico II de Brandeburgo, se documenta por primera vez en 1468.

### Inauguración del edificio actual

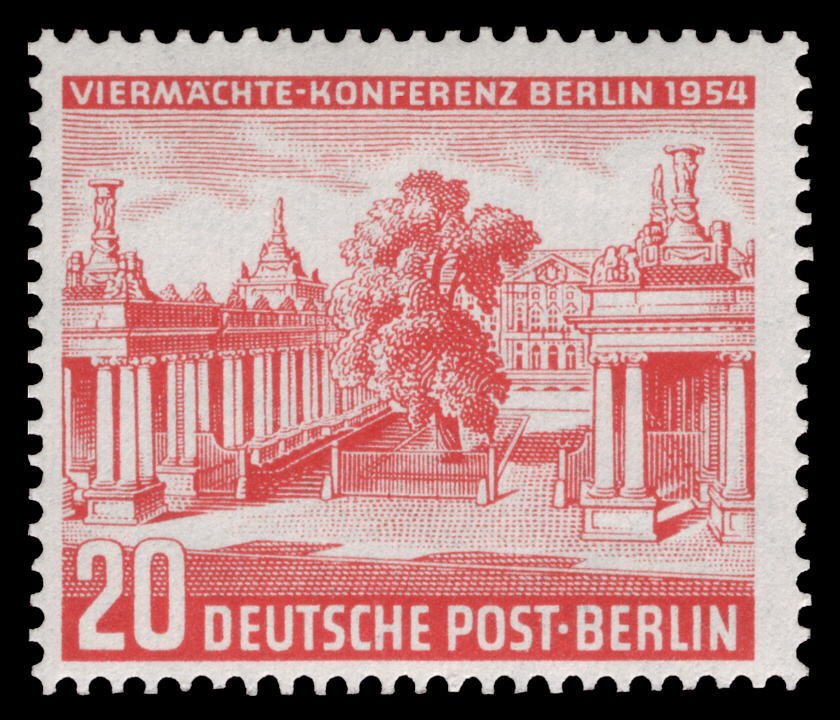
Sello del Año 1954 para Viermächtekonferenz con la Figura de la Columnata en Kleistpark y el Kammergerichtsgebäude en el Fondo

En 1909, se realizó la colocación de la primera piedra del edificio actual, de estilo neobarroco. El terreno da a las calles Grunewald (en el Sur), Elßholz (en el Oeste), Pallas (en el Norte) y al parque Heinrich von Kleist (en el Este). La inauguración tuvo lugar el 18 de septiembre de 1913 por el entonces ministro de justicia de Prusia, Max von Beseler.

### Periodo del III Reich
En 1934, el Tercer Reich instaló el Tribunal Popular (Volksgerichtshof), que condenó a muerte a numerosos oponentes; entre ellos, los responsables de la resistencia militar del atentado del 20 de julio de 1944.

### Periodo de la posguerra y la Guerra Fría

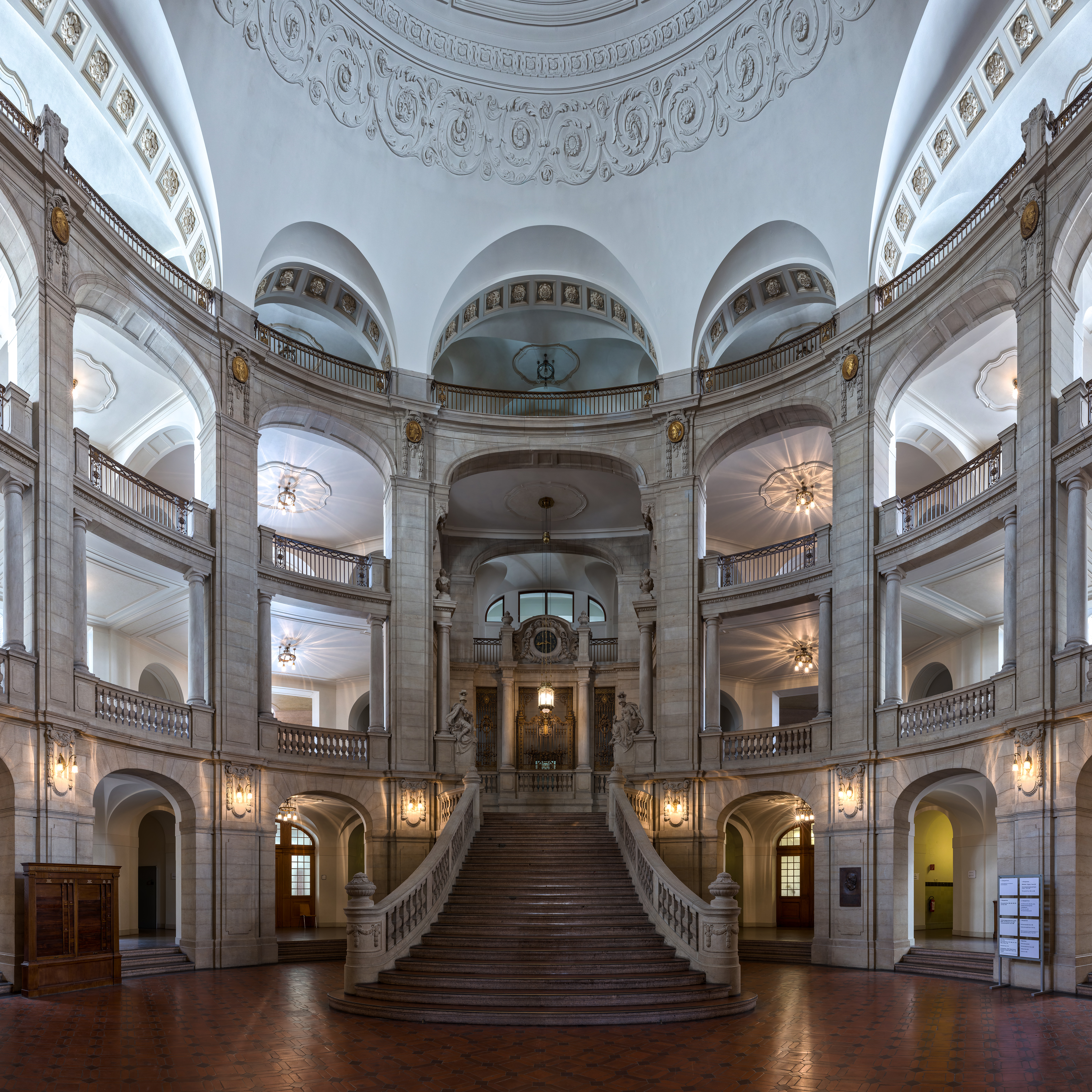
Hall de entrada

En 1945, tras la Segunda Guerra Mundial, el Consejo de Control Aliado ocupó los locales. El 18 de octubre de 1945, se celebró la reunión constitutiva del Tribunal Militar Internacional de los juicios de Núremberg. El edificio siguió siendo la sede oficial del Consejo hasta que sus reuniones se suspendieron después de que los representantes soviéticos lo abandonaran en marzo de 1948 en protesta por la política de las tres fuerzas de ocupación occidentales. Durante la Guerra Fría, desde 1951 hasta 1997, el Kammergericht se ubicó en la calle Witzleben 4/5, en Berlín-Charlottenburg, en el edificio del antiguo Tribunal Militar. El 3 de septiembre de 1971, se firmó aquí el Acuerdo Cuatripartito sobre Berlín.

### Reunificación alemana
Después de la reunificación, el edificio fue ampliamente restaurado y modernizado. Desde 1992, es la sede del Tribunal de Control de Constitucionalidad del Estado Federado de Berlín (Verfassungsgerichtshof des Landes Berlin) y, a partir de 1997, volvió a ser la sede del Kammergericht. También tiene aquí su sede la Fiscalía General del Estado (Generalstaatsanwalt).